# 19499 Eugenybiryukov
19499 Eugenybiryukov este un asteroid din centura principală de asteroizi.

## Descriere
19499 Eugenybiryukov este un asteroid din centura principală de asteroizi. A fost descoperit pe 27 mai 1998 la Stația Anderson Mesa în cadrul programului LONEOS. Asteroidul prezintă o orbită caracterizată de o semiaxă mare de 2,73 ua, o excentricitate de 0,10 și o înclinație de 12,9° în raport cu ecliptica.